# Рубец, Александр Иванович (1837)
Александр Иванович Рубец (1837—1913) — российский музыковед, фольклорист (собиратель народных песен) и музыкальный педагог.

## Биография
Родился в Чугуеве 1 (13) октября 1837 года. Отец — генерал-майор Иван Филиппович Рубец; мать — Анна Петровна, урождённая Немирович-Данченко.
Окончил Киевскую 1-ю гимназию (1858) и Нежинский лицей (1861), после чего поступил на службу в Черниговскую уголовную палату помощником судебного следователя.
После открытия Санкт-Петербургской консерватории в 1862 году, поступил туда сначала в класс пения (у Пиччиоли) и в 1863 году поступил на службу хористом (второй тенор) в Итальянскую оперу. В том же 1863 году, с 1 августа по совету А. Г. Рубинштейна перешёл учиться в класс теории музыки Н. И. Зарембы.
По окончании консерватории в 1866 году, был назначен в ней преподавателем элементарной теории и сольфеджио. В 1867 году был напечатан его первый учебник «Методы преподавания элементарной теории и сольфеджио».
До 1895 года преподавал там же теорию музыки, с 1879 года — профессор; одновременно преподавал пение и теорию музыки в женских институтах Санкт-Петербурга. В 1877—1879 годах вел уроки пения в Санкт-Петербургском учительском институте.
В 1872 году пожертвовал консерватории приобретенную им библиотеку графа Демидова, содержавшую рукописи русских композиторов, преимущественно Даргомыжского. В 1873 году пожертвовал консерватории коллекцию музыкальных инструментов среднеазиатских народов, положив начало Инструментальному музею Санкт-Петербургской консерватории.
В 1895 году у А. И. Рубца развилась катаракта, в связи с чем он 21 марта был оперирован. Однако после операции А. И. Рубец слишком рано нарушил строгий режим, чтобы присутствовать на экзамене своего класса в консерватории. Это стало причиной сильнейшего воспаления глаз и полной потери зрения в июне того же года.
Выйдя в отставку, поселился в Стародубе, где продолжал преподавать частным образом, одновременно продолжая творческую деятельность и занимаясь благотворительностью.
Позировал в качестве модели для образа казака к картине Ильи Репина «Запорожцы пишут письмо турецкому султану».
Скончался 28 апреля (11 мая) 1913 года и был похоронен в ограде Вознесенской церкви города Стародуба.

## Публикации
В бытность педагогом Рубец опубликовал ряд учебных пособий, в том числе «Метод преподавания элементарной теории и сольфеджио» (1867), «Сборник упражнений для одного и многих голосов» (1870—1871), «Ритмический сборник» (1873), «Сборник упражнений в ключах» (1874), «Краткую музыкальную грамматику» (1875), «Музыкальную азбуку» (1876). Наиболее значительный его труд как фольклориста — сборник «Двести шестнадцать народных украинских напевов» (1872), музыкальным материалом которого пользовались для дальнейших обработок Чайковский, Римский-Корсаков, Мусоргский, Ф. Колесса и другие. Опубликовал Рубец и ряд других сборников русских и украинских народных песен и танцев; всего же им было собрано и записано около 6000 народных песен.

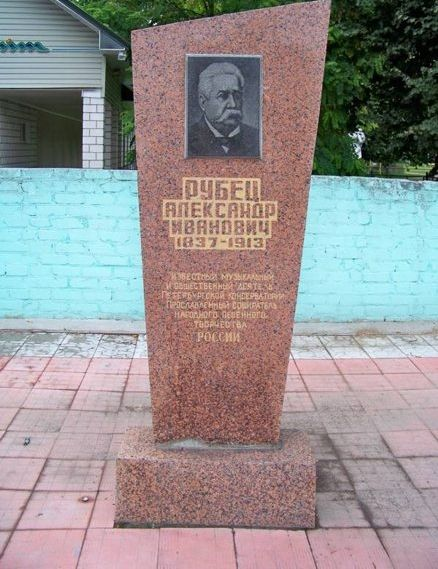

## Память
Имя А. И. Рубца носит детская школа искусств города Стародуба, на которой установлена мемориальная доска с барельефом выдающегося педагога и музыковеда. Могила А. И. Рубца вместе с надгробием была уничтожена в послевоенные годы, во время сноса Вознесенской церкви. В 1990-е годы состоялось символическое перезахоронение останков А. И. Рубца; его новая «могила» (кенотаф) находится в Стародубе в парке имени Щорса, напротив дома, где Александр Иванович жил у своего брата.